# Юсиф, Мирза Абдулхалиг
Мирза Абдулхалиг Ягуб оглы Юсиф (азерб. Mirzə Əbdülxalıq Yaqub oğlu Yusif; 1853, Баку, Бакинский уезд, Шемахинская губерния, Российская империя — 2 ноября 1924, Баку, Азербайджанская ССР, СССР) — азербайджанский поэт XIX—XX веков, член литературного общества «Маджмауш-шуара».

## Биография
Мирза Абдулхалиг родился в 1853 году в Баку. Абдулхалиг, увлекшийся литературой еще во время учебы в медресе, привлёк внимание своими любовными газелями. Отец увидел в нем талант поэта и дал сыну псевдоним Юсиф, так как имя его было Ягуб (указывая на пророка Юсуфа, сына Якуба). Хотя Абдулхалиг и научился ювелирному искусству у мастера после четырехлетнего обучения медресе, он не пользовался этим и занимался торговлей. Некоторое время он открыл магазин в Ашхабаде и торговал там. Также посетил многие города с торговыми целями. Абдулхалиг Юсиф умер от болезни почек 2 ноября 1924 года.

## Творчество
В годы своего проживания в Баку Юсиф регулярно участвовал в собраниях как один из активных членов «Маджмауш-шуара». Юсиф много раз встречался с Сеидом Азимом, Мирзой Самандаром, Абдулхалигом Джаннати и другими. Мешади Азер, Мюнири, Шахин высоко отзывались о нем. Салман Мумтаз, который познакомился с Юсифом в Ашхабаде, сообщал о его маленьком диване, состоящий из произведений религиозного характера. Однажды, когда он был в Гяндже, один из местных мудрецов встретил Юсифа в Ханском саду и спросил: «Откуда ты?». Юсиф ответил: «Я из Баку». Когда он спросил: «Чем ты занимаешься?», Юсиф ответил, что он поэт. И он сказал с удивлением: «Ля-илаха иллаллах! Поэт из Баку? Это очень странная вещь». Позже Юсиф по этому поводу написал стихотворение, начинающий с двустишия:
В один, когда осматривался я в городе Гянджа, внезапно,
В саду города Гянджа увидел я перед собой луну.
Оригинальный текст (азерб.)Şəhri-Gəncədə bir gün seyr edəndə mən, nagah,

Gəncə şəhri bağında tuş olub mənə bir mah.